# Dinusie
Dinusie, Dinusiowa kraina bajek (ang. Dino Babies lub Dinobabies) – amerykański serial animowany wyemitowany w latach 1994–1996.

## Fabuła
Akcja serialu rozgrywa się w czasach prehistorycznych. Bohaterami serialu są Franklin, jego młodszy brat Marshall oraz przyjaciele: Labrea, Stanley, Truman i Dak. Ten ostatni płata innym figle. Razem przeżywają fantastyczne przygody.

## Postacie
- Stanley – zielony dinuś z pomarańczowymi kropkami.
- Truman – niebieski dinuś w okularach.
- Labrea – dziewczyna dinuś.
- Franklin – fioletowy dinuś. Jest nieśmiały. Ma młodszego brata Marshalla.
- Marshall – mały bordowy dinuś. Młodszy brat Franklina. Nosi pieluchę.
- Dak – pterodaktyl. Często płata pozostałym dinusiom figle.

## Obsada (głosy)
- Matt Hill jako Stanley
- Kathleen Barr jako Truman
- Andrea Libman jako LaBrea
- Sarah Strange jako Franklin
- Samuel Vincent jako Marshall
- Scott McNeil jako Dak

## Wersja polska
W Polsce emitowany dawniej w TVP1 w Wieczorynce (1995) oraz w paśmie Bajkowe kino w TVN oraz w ramach Dobranocki na TVP Polonia w latach 2002–2003. Serial został wydany także na VHS pod nazwą Dinusiowa kraina bajek.
Opracowanie wersji polskiej: Studio Sonica na zlecenie EUROCOM

Reżyseria:
- Miriam Aleksandrowicz,
- Ewa Złotowska

Dialogi polskie:
- Dariusz Dunowski,
- Stanisława Dziedziczak

Dźwięk i montaż:
- Sławomir Czwórnóg,
- Maciej Kręciejewski

Kierownik produkcji: Marzena Wiśniewska

Udział wzięli:
- Joanna Wizmur – Marshall
- Ryszard Olesiński – Dak (część odcinków)
- Wojciech Machnicki – Dak (część odcinków)
- Agata Gawrońska – Truman
- Paweł Galia – Stanley
- Krystyna Kozanecka – Labrea
- Lucyna Malec – Franklin
- Jacek Kałucki
- Dorota Lanton

### Wersja VHS
Dinusiowa kraina bajek – wersja z polskim dubbingiem wydana na VHS.
- Dystrybucja: EUROCOM

## Spis odcinków
Serial składa się z dwóch serii. Każda seria liczy 13 odcinków, a każdy epizod prezentuje dwie historie. Zawiera w sumie 52 odcinki po około 10 minut.
| №              | Tytuł polski                                  | Tytuł angielski                     |
| -------------- | --------------------------------------------- | ----------------------------------- |
| SERIA PIERWSZA |                                               |                                     |
| 01             | Wilk i Dinusie                                | These Doors Are Made for Knockin’   |
| 01             | Tratwa                                        | The Raft                            |
| 02             | Dak i fasola                                  | Dak and the Beanstalk               |
| 02             | Nauka latania                                 | When Dinos Soar                     |
| 03             | Złotonóżka i trzy Dinusie                     | Goldisocks and the Three Dinobabies |
| 03             | Nieproszony gość                              | Tree’s a Crowd                      |
| 04             | Czarodziej z krainy Ach                       | The Wizard of Aahs                  |
| 04             | Inny nie znaczy gorszy                        | Some Like It Hot                    |
| 05             | Chrapiąca królewna                            | Snoring Beauty                      |
| 05             | Wielki mały problem                           | A Big Little Problem                |
| 06             | Rabuś Hood                                    | Robbing Hood                        |
| 06             | Klonogłowy                                    | The Cloneheads                      |
| 07             | Wróć, Puszku!                                 | Fuzzy Come Home                     |
| 07             | Wszystkie okruszki prowadzą do ciebie         | Crumby Trails to You                |
| 08             | Opowieść za jeden ząb                         | A Tooth Fairy Tale                  |
| 08             | Jajo i inni                                   | The Egg and Them                    |
| 09             | Wyspa skarbów                                 | Treasure Chest Island               |
| 09             | Nie wszystko brzydkie, co się brzydkim wydaje | Look Before You Eek                 |
| 10             | Franklinstein                                 | Franklinstein                       |
| 10             | Kłopoty z pamięcią                            | Washed Up                           |
| 11             | Rycerze okrągłego kamienia                    | The Soreheads and the Stone         |
| 11             | Tajemniczy ogród Labrei                       | Labrea’s Secret Garden              |
| 12             | Cudowna lampa Ala                             | A Lad in a Lamp                     |
| 12             | Jurajska arka                                 | Jurassic Ark                        |
| 13             | Alicja w krainie czarów                       | Alice in Wonderfulland              |
| 13             | Groźny Śnieguś                                | The Abominable Snowbaby             |
| SERIA DRUGA    |                                               |                                     |
| 14             | Drakula                                       | Dakula                              |
| 14             | Brzydkie diniątko                             | The Ugly Duckbill                   |
| 15             | Figlarny Piotruś                              | Peter Prank                         |
| 15             | Strach ma wielkie oczy                        | Scarebusters                        |
| 16             |                                               | A Nose for the Truth                |
| 16             | Nieproszeni goście                            | Housepests                          |
| 17             | Trwafeczka                                    | Chrysanthemumbelina                 |
| 17             | Upiór w operze                                | Tantrum of the Opera                |
| 18             |                                               | Rapermzel                           |
| 18             | Najlepsza historyjka                          | Big Blanket Bedtime Story           |
| 19             | Krawczyk Chwalipięta                          | The Braggy Little Tailor            |
| 19             | Złoty król                                    | Goldfingers                         |
| 20             |                                               | The Shellfish Giant                 |
| 20             | The Different Dragon                          |                                     |
| 21             |                                               | Mr. Dakyll and Dr. Hide             |
| 21             | Żabia narzeczona                              | The Frog Bride                      |
| 22             |                                               | The Starling and the Statue         |
| 22             | Cyranos                                       | Cyranose                            |
| 23             | Piękna i Dziób                                | Beauty and the Beak                 |
| 23             | Tańczące księżniczki                          | The Dancing Princesses              |
| 24             | Oliver Twirp                                  | Oliver Twirp                        |
| 24             | The Snide Piper                               |                                     |
| 25             | Księżniczka i żebrak                          | The Princess and the Pauper         |
| 25             | Ebegeezer Scrimp                              |                                     |
| 26             |                                               | The Emperor’s New Robe              |
| 26             | Mother Goose on the Loose                     |                                     |

## Literatura
- Dino Babies and the Dragon, BBC Children’s Books, 1996.
- Dino Babies and the Flying Lesson, BBC Children’s Books, 1996.